# Promina
Promina est une municipalité située dans le comitat de Šibenik-Knin, en Croatie. Au recensement de 2001, la municipalité comptait 1 317 habitants, dont 96,89 % de Croates.
Le siège de la municipalité est le village d'Oklaj.

## Localités
La municipalité de Promina compte 11 localités :
- Bobodol
- Bogatić
- Čitluk
- Lukar
- Ljubotić
- Matase
- Mratovo
- Oklaj
- Puljane
- Razvođe
- Suknovci